# E'S
E'S (エス?, Esu) è un manga di Satoru Yuiga, pubblicato su Monthly GFantasy e raccolto in 15 volumi tra il 1997 e il 2005. Ne è stato tratto un anime, intitolato E'S Otherwise (エス・アザーワイズ?, Esu Azāwaizu), prodotto dalla Pierrot e trasmesso dal 1º aprile al 23 settembre del 2003 su TV Tokyo, per un totale di 26 episodi.

## Trama
La terza guerra mondiale ha avuto come effetto principale quello di provocare lo smantellamento delle strutture politiche meglio note come "Stati". A governare i cittadini nel mondo di E'S sono 12 imprese cresciute a dismisura. Inoltre una nuova "razza" abita la Terra, gli esper, individui in grado di fare cose che i semplici umani non riescono a fare (come per esempio volare o creare scosse elettriche). Gli esper proprio per queste loro capacità furono affidati a una delle 12 imprese, Ashurum, che con la scusa di catturare gli esper che vagano illegalmente per la città, riesce a instaurare un corpo para-militare a cui affida missioni di vario genere.
Uno dei membri di questo corpo speciale è Kai Kudo, protagonista della storia, che agli ordini di Eiji Sajimiya (capo di Ashurum) un giorno si reca in missione nella gigantesca e misteriosa città chiamata Gald. Durante la missione Kai Kudo viene ferito gravemente e non riesce più a ritornare ad Ashurum. Viene in seguito soccorso da Asuka Tokugawa, una giovane ragazza, e da suo fratello Yuuki Tokugawa. Nel periodo che trascorre con loro, Kai viene a conoscenza di cose su Ashurum di cui all'interno non si era mai accorto.
A causa di ciò il giovane resta in dubbio se tornare alla base o no. In seguito Kai viene a sapere che il Cardinale Ghibellini, uno degli uomini più influenti della Chiesa, sfrutta giovani esper per i propri loschi fini, e a causa di ciò, Kai, prova a fermare gli intenti del Cardinale (che in seguito diventa Papa). Ma il rapporto che lega il giovane esper a sua sorella Hikaru Kudo è troppo grande: per questo Kai non riesce mai a non pensare a ritornare ad Ashurum. Eiji in seguito porta la piccola Hikaru a Gald per far amplificare i suoi poteri, e questo causa un gran disastro agli abitanti di Gald e alla città stessa.

## Personaggi
Kai Kudō (戒玖堂?, Kudō Kai)
Doppiato da: Yūki Tai
Kai è il protagonista della storia. L'unico membro della famiglia è una sorella minore che si dice avere immensi poteri psichici. Si ritiene che anche Kai li abbia, ma non è chiaro se non ha ancora sbloccato questi poteri o se non ne è a conoscenza. È estremamente sensibile verso i dolci, al punto tale che anche la citazione o la visione di un dolce lo mette a disagio.
Hikaru Kudō (玖堂光流?, Kudō Hikaru)
Doppiata da: Hisayo Mochizuki
La sorella minore di Kai, è costantemente malata e risiede nell'ospedale di Ashurum. Kai, Eiji o, in seguito, Maxim vanno spesso a farle visita.
Yūki Tokugawa (篤川勇基?, Tokugawa Yūki)
Doppiato da: Yasunori Matsumoto
Il fratello adottivo di Asuka, fa dei lavoretti temporanei per guadagnare soldi. Si prende inoltre cura dei bambini di Gald che non hanno un padre. Permette a Kai di stare a casa sua.
Asuka Tokugawa (篤川明日香?, Tokugawa Asuka)
Doppiata da: Sanae Kobayashi
La prima bambina di cui Yūki si è preso cura a Gald, e che adesso vive con lui. Asuka trova e si prende cura degli animali abbandonati che trova. Cerca di aiutare in casa, ma i piatti che cucina sono orribili. A circa metà serie un determinato evento mostra che c'è qualcosa in più di quanto sembri.
Shen-Long Belvedere (ベルヴェディア神龍?, Beruvedia Shenron)
Doppiata da: Masako Nozawa
Ha una sorella gemella di nome Shin-Lu Belvedere e un'ossessione verso la sorella maggiore. Una psichica veramente potente, odia chiunque si ponga sulla sua strada, in particolar modo Kai. Odia i normali esseri umani per la sofferta infanzia che hanno causato a lui e alla sorella.
Shin-Lu Belvedere (ベルヴェディア神露?, Beruvedia Shinrū)
Doppiata da: Akeno Watanabe
Sorella maggiore di Shen-Long. Si preoccupa del fratello minore proprio come dovrebbe fare una sorella maggiore. È stata messa in coma e ha subito di nuovo un lavaggio del cervello dopo essersi rimessa. Sembra avere una cotta per Kai.
Maria (マリア?)
Doppiata da: Akiko Hiramatsu
Maria è una strega e la nipote di Erimiya. Fa amicizia con Yūki e in seguito lo aiuta nella sua ricerca per abbattere Ashurum.
Maxim Feller (マキシムフェラー?, Makishimu Ferā)
Doppiato da: Hiroshi Iida
È un ragazzo dall'aspetto incredibilmente sensuale; è un rinnegato delle passerelle il cui volto cesellato simboleggia il suo potere e il suo mistero. Lavora per Eiji presso l'organizzazione chiamata Ashurum e appare per sostituire Kai per alcuni esperimenti. È un esper dagli incredibili poteri.
Eiji Sagimiya (エイジ・サギミヤ?, Eiji Sagimiya)
Doppiato da: Akimitsu Takase
Eiji è il misterioso leader dell'organizzazione chiamata Ashurum. Dopo aver notato il talento di Kai, decide di delegare quest'ultimo alla forza speciale Ashurum Aeses, dove partecipa a un addestramento intensivo. Eiji sembra avere uno strano fascino per la sorella minore di Kai, Hikaru, la quale è stata sottoposta a delle cure mediche dall'organizzazione per via della sua salute cagionevole.
Erimiya (衿宮?)
Doppiato da: Mahito Tsujimura
Erimiya è il nonno di Maria, una strega, e il saggio locale di Gald. Ha capacità precognitive, ed è per questo che Eiji lo apprezza molto. Viene tenuto da nascosto da coloro che cercano di sfruttarlo per la sua conoscenza del futuro o che tentano di ucciderlo. Erimiya è uno dei personaggi chiave nel predire la battaglia finale tra l'umanità e gli esper di Ashurum. È responsabile per aver attaccato telepaticamente Shin-Lu e aver fatto impazzire Shen-Long così come aver distrutto gran parte di Gald.

## Media

### Manga
Il manga, scritto e disegnato da Satoru Yuiga, è stato serializzato dal 1997 al 2010 sulla rivista Monthly GFantasy edita da Square Enix. I vari capitoli sono stati raccolti in sedici volumi tankōbon.
In Giappone il manga è uscito in due differenti edizioni. La prima è composta da dieci volumi è stata distribuita dal 27 dicembre 1997 al 27 agosto 2003, la quale però non porta a termine la storia, lasciandola perciò incompleta. La seconda invece presenta tutti e sedici i numeri ed è uscita dal 1º marzo 2003 al 27 febbraio 2010.
In Italia la serie è stata pubblicata da Star Comics sotto l'etichetta Techno dal 23 gennaio 2009 al 22 luglio 2010. L'edizione italiana si basa sulla seconda versione giapponese.

#### Volumi
| Nº | Titolo italiano | Data di prima pubblicazione                                                                                               | Data di prima pubblicazione |
| Nº | Titolo italiano | Giapponese | Italiano                    |
| 1  | A - ASHURUM | 27 dicembre 1997 (prima ed.) 1º marzo 2003 (seconda ed.) ISBN 4-87025-596-0 (prima ed.) ISBN 4-7575-0914-6 (seconda ed.)  | 23 gennaio 2009             |
| 1  | Capitoli - 1. La prigione dorata - 2. Destino e volontà - 3. Mostrare intenzioni omicide - 4. Shin-Lu in pericolo - 5. La freccia scoccata - 6. Dopo il banchetto | |                             |
| 2  | B - BERTH | 27 dicembre 1997 (prima ed.) 1º marzo 2003 (seconda ed.) ISBN 4-87025-316-X (prima ed.) ISBN 4-7575-0916-2 (seconda ed.)  | 19 febbraio 2009            |
| 2  | Capitoli - 7. Blu e blu - 8. Impulso incontrollato - 9. Maledizioni e benedizioni - 10. L'asino di Buridano - 11. Potere subconscio - 12. Tensione superficiale | |                             |
| 3  | C - CAPTIVE | 26 settembre 1998 (prima ed.) 1º marzo 2003 (seconda ed.) ISBN 4-87025-376-3 (prima ed.) ISBN 4-7575-0916-2 (seconda ed.) | 19 marzo 2009               |
| 3  | Capitoli - 13. L'anima che si mostra - 14. Presagio di una tragedia - 15. Gli abitanti del paradiso - 16. Il vaso di caos - Prelude to death (prima parte) - Prelude to death (seconda parte)                                                                                       | |                             |
| 4  | D - DEMIGOD | 26 giugno 1999 (prima ed.) 1º marzo 2003 (seconda ed.) ISBN 4-7575-0048-3 (prima ed.) ISBN 4-7575-0917-0 (seconda ed.)    | 20 aprile 2009              |
| 4  | Capitoli - 17. Stesso letto, sogni diversi - 18. Tormento - 19. Irrazionalità nemica - 20. Contraddizioni - 21. Ammaestramento - 22. Lì dove brilla la luce - Interlude | |                             |
| 5  | E - EFFUSION | 27 marzo 2000 (prima ed.) 1º marzo 2003 (seconda ed.) ISBN 4-7575-0220-6 (prima ed.) ISBN 4-7575-0918-9 (seconda ed.)     | 20 maggio 2009              |
| 5  | Capitoli - 23. Moto perpetuo - 24. Un incubo che si ridesta - 25. La voce santa - 26. Fiori di porpora - 27. Cambio di scena - 28. Ombre sul mare | |                             |
| 6  | F - FATALISM | 27 novembre 2000 (prima ed.) 1º marzo 2003 (seconda ed.) ISBN 4-7575-0364-4 (prima ed.) ISBN 4-7575-0919-7 (seconda ed.)  | 25 giugno 2009              |
| 6  | Capitoli - 29. Similitudini - 30. Fiamme ghiacciate - 31. Risposte - 32. Parole di morte - 33. Ostacoli | |                             |
| 7  | G - GROWING | 26 maggio 2001 (prima ed.) 1º marzo 2003 (seconda ed.) ISBN 4-7575-0465-9 (prima ed.) ISBN 4-7575-0920-0 (seconda ed.)    | 15 luglio 2009              |
| 7  | Capitoli - Canone - 34. Tutti a casa - 35. Problemi di talento - 36. Prede - 37. La prova di un legame - 38. Passione innocente | |                             |
| 8  | H - HEALALL | 26 gennaio 2002 (prima ed.) 1º marzo 2003 (seconda ed.) ISBN 4-7575-0608-2 (prima ed.) ISBN 4-7575-0921-9 (seconda ed.)   | 26 agosto 2009              |
| 8  | Capitoli - 39. Accordi di pace - 40. Alba lontana - 41. C'è chi protegge e chi viene protetto - 42. Rhapsody - 43. La bella addormentata nel bosco - 44. La bella e la bestia - 45. La stagione del raccolto                                                                        | |                             |
| 9  | I - IMPACT | 26 ottobre 2002 (prima ed.) 1º marzo 2003 (seconda ed.) ISBN 4-7575-0807-7 (prima ed.) ISBN 4-7575-0922-7 (seconda ed.)   | 16 settembre 2009           |
| 9  | Capitoli - 46. Il sogno del morto - 47. Se morisse senza aprire gli occhi - 48. Il paradiso dei folli - 49. Due opportunità - 50. Una voce invisibile - 51. Sinistri avvenimenti | |                             |
| 10 | J - JIBE | 27 agosto 2003 (prima ed.) 1º agosto 2003 (seconda ed.) ISBN 4-7575-1016-0 (prima ed.) ISBN 4-7575-1017-9 (seconda ed.)   | 14 ottobre 2009             |
| 10 | Capitoli - 52. Un mondo color cenere - 53. Segni - 54. Con le ali | |                             |
| 11 | K - KEY | 27 settembre 2004 ISBN 4-7575-1283-X                                                                                      | 18 novembre 2009            |
| 11 | Capitoli - 55. Quando soffia il vento - 56. Confessione - 57. Erosione - 58. La scala per il purgatorio - 59. Il falso successore - 60. La profezia del defunto - Storia fuori serie. Sonatina di una notte di mezz'estate - Storia extra. Il carillon del tramonto - Yuuki edition | |                             |
| 12 | L - LARVAL | 27 giugno 2005 ISBN 4-7575-1439-5                                                                                         | 16 dicembre 2009            |
| 12 | Capitoli - 61. Rivelazione - 62. La strada verso il futuro - 63. Il piano segreto - 64. Deus ex-machina - 65. La notte prima della tragedia - 66. Perdite e guadagni - Storia extra. Il carillon del tramonto - Asuka edition                                                       | |                             |
| 13 | M - MEMORY | 27 febbraio 2006 ISBN 4-7575-1632-0                                                                                       | 20 gennaio 2010             |
| 13 | Capitoli - 67. Pendolo sbilanciato - 68. Scelte e risposte - 69. Rapporti mutevoli - 70. Un'eredità imperdonabile | |                             |
| 14 | N - NEST | 27 ottobre 2006 ISBN 4-7575-1806-4 (ed. regolare) ISBN 4-7575-1718-1 (ed. limitata)                                       | 17 febbraio 2010            |
| 14 | Capitoli - 71. Sblocco - 72. Culla contorta - 73. Un triste presentimento | |                             |
| 15 | O - ORATORIO | 27 maggio 2008 ISBN 978-4-7575-2092-9                                                                                     | 17 marzo 2010               |
| 15 | Capitoli - 74. L'incoronazione - 75. Ricordi rossi, memorie blu - 76. La luce della Terra | |                             |
| 16 | P - PANORAMA | 27 febbraio 2010 ISBN 978-4-7575-2489-7                                                                                   | 22 luglio 2010              |
| 16 | Capitoli - 77. I sette mari e la nona nuvola | |                             |

### Anime
Un adattamento anime intitolato E'S Otherwise (エス・アザーワイズ?, Esu Azāwaizu) e diretto Masami Shimoda, è stato prodotto dallo studio d'animazione Pierrot. La serie è stata trasmessa in Giappone dal 1º aprile al 23 settembre 2003 su TV Tokyo per un totale di ventisei episodi. Le sigle di apertura e chiusura sono rispettivamente Jōhō (情報?) cantata dal duo Suitei-Shōjo e Tonight/Midnight di Chicochair.
Negli Stati Uniti d'America l'anime è stato licenziato da ADV Films.

#### Episodi
| Nº | Titolo italiano (traduzione letterale) Giapponese 「Kanji」 - Rōmaji                                                                     | In onda           | In onda |
| Nº | Titolo italiano (traduzione letterale) Giapponese 「Kanji」 - Rōmaji                                                                     | Giapponese        |         |
| 1  | Una pace superficiale 「虚飾の平穏」 - Kyoshoku no heion                                                                                 | 1º aprile 2003    |         |
| 2  | Non siamo qui per distruggere 「我ら破壊の為でなく」 - Warera hakai no tame de naku                                                      | 8 aprile 2003     |         |
| 3  | La freccia che è stata scoccata 「放たれた矢」 - Hanatareta ya                                                                           | 15 aprile 2003    |         |
| 4  | Nel luogo in cui si è lavato a terra 「漂着の地で」 - Hyōchaku no chi de                                                                 | 22 aprile 2003    |         |
| 5  | Magnifico approccio 「華麗なる助走」 - Karei naru Apurōchi                                                                               | 29 aprile 2003    |         |
| 6  | Città del sito di prova 「実験場の街」 - Jikkenjō no machi                                                                               | 6 maggio 2003     |         |
| 7  | Purple Destiny 「パープルデスティニー」 - Pāpuru Desutinī                                                                                | 13 maggio 2003    |         |
| 8  | Interlude: La cronaca dell'ascesa e della caduta di Tokugawa Ramen 「Interlude ラーメン篤川盛衰記」 - Interlude Rāmen Tokugawa seisui ki | 20 maggio 2003    |         |
| 9  | L'anima stregata 「魅せられたる魂」 - Miseraretaru tamashii                                                                              | 27 maggio 2003    |         |
| 10 | Rewritten Memory 「リライテッドメモリー」 - Riraiteddo Memorī                                                                            | 3 giugno 2003     |         |
| 11 | Dolce malinconia 「スウィートな憂鬱」 - Suwītto na yūutsu                                                                                | 10 giugno 2003    |         |
| 12 | Blind Spot 「ブラインドスポット」 - Buraindo Supotto                                                                                     | 17 giugno 2003    |         |
| 13 | Entusiasmo innocente 「無垢なる情熱」 - Muku naru jōnetsu                                                                                | 24 giugno 2003    |         |
| 14 | Stella cadente solitaria 「孤独な流星」 - Kodoku na ryūsei                                                                               | 1º luglio 2003    |         |
| 15 | Residenti del Paradiso 「楽園の住人」 - Rakuen no jūnin                                                                                  | 8 luglio 2003     |         |
| 16 | Navi simili 「相似たる器」 - Ainitaru utsuwa                                                                                             | 15 luglio 2003    |         |
| 17 | Fuga verso la luce 「光への脱出」 - Hikari e no dasshutsu                                                                                | 22 luglio 2003    |         |
| 18 | Stesso letto, sogni diversi 「同床異夢」 - Dōshōimu                                                                                      | 29 luglio 2003    |         |
| 19 | Come sei guidato 「導かれるままに」 - Michibikareru mama ni                                                                              | 5 agosto 2003     |         |
| 20 | Intento e destino 「意思と運命」 - Ishi to unmei                                                                                         | 12 agosto 2003    |         |
| 21 | Fiamma crudele 「冷酷な炎」 - Reikoku na honō                                                                                            | 19 agosto 2003    |         |
| 22 | Rhapsody 「狂想曲」 - Rapusodī | 26 agosto 2003    |         |
| 23 | Alba lontana 「遠い夜明け」 - Tōi yoake                                                                                                  | 2 settembre 2003  |         |
| 24 | L'incubo del risveglio 「目覚めし悪夢」 - Mezameshi akumu                                                                                | 9 settembre 2003  |         |
| 25 | Tempo di raccolta 「収穫のとき」 - Shūkaku no toki                                                                                       | 16 settembre 2003 |         |
| 26 | L'alba che si avvicina 「来るべき黎明」 - Kitaru beki reimei                                                                             | 23 settembre 2003 |         |

### Light novel
Due light novel adattamenti del manga, anch'essi scritti da Yuiga, sono stati pubblicate da Square Enix. Il primo volume, E'S The Time to Baptisma, è stato pubblicato il 26 febbraio 1999. Il secondo volume, E'S Unknown Kingdom, è invece uscito il 27 gennaio 2000.

### Drama CD
Square Enix ha pubblicato tre drama-CD basati sul manga. Il primo, E'S Volume 1, è stato pubblicato il 25 settembre 1999. Il secondo, E'S Vol Extra, è uscito il 24 marzo 2000. Il terzo nonché l'ultimo, E'S Volume 2, il quale utilizzava gli stessi doppiatori dell'anime, è stato pubblicato su 26 settembre 2003 dopo la conclusione della trasmissione televisiva.

### Altri media
Nel marzo 2003 è uscito eSpecial: E'S Postcard Book, ovvero un libro di cartoline ritraenti i personaggi della serie.
Una guida contenente approfondimenti sui vari aspetti immaginari della serie, dei personaggi e di altre curiosità, è stato pubblicato da Square Enix nell'agosto 2003 con il titolo E'S Zero World Guidance (E'S ワールドガイダンス 零?, E'S Wārudo Gaidansu rei).

## Accoglienza
Robert Nelson di THEM Anime recensì l'adattamento animato affermando che era rimasto un po' deluso dalla sua qualità. La serie non si rivelava terribile, ma il recensore si aspettava decisamente di meglio dopo i primi episodi. Sebbene la premessa iniziale fosse alquanto interessante, la sua esecuzione risultava carente per tutta la durata. Lo sviluppo dei personaggi non venne molto approfondito e la parte riguardante Kai e Hikaru era quella meglio spiegata durante i primi quattro episodi, rivelandosi molto intrigante. Tuttavia la lotta per detenere il potere su una città che era stata completamente distrutta cadeva nel ridicolo. L'anime cercava di fare appello a un solo elemento della trama, quando invece sarebbe stato meglio unire ogni cosa in un modo o nell'altro affinché potesse realmente funzionare.